# David "Tweener" Apolskis
David "Tweener" Apolskis is een personage uit de televisie-serie Prison Break.

## Seizoen 1
Tweener is een jonge gevangene, die pas na de helft van de eerste serie in het verhaal komt. Hij verleent een gunst aan Michael, hij steelt een horloge terug van een cipier. Hiermee hoopt hij een gunst van Michael te krijgen, maar Michael weigert Tweener in de groep ontsnappenden op te nemen. Tweener wordt door hoofdcipier Brad Bellick gevraagd luistervink te spelen en Michael te verklikken. Tweener wordt op het laatste moment toch nog betrokken bij de ontsnappig en ontsnapt zo aan Advocado. Eenmaal buiten de muren moet hij van Michael de groep verlaten. Hij ontsnapt door in een paardenkar te gaan zitten.

## Seizoen 2
In het tweede seizoen probeert Tweener zijn handen te leggen op geld van Westmoreland in Tooele, Utah. Hij doet dit door mee te reizen met een meisje dat in Utah woont. Tweener moet haar verlaten omdat ze te weten is gekomen dat hij een ontsnapte gevangene is. Eenmaal in Utah komt hij de andere ontsnapten weer tegen en hij krijgt een deel van het geld als hij wat vervelende klusjes opknapt. Hierbij wordt hij opgepakt en vermoord door Agent Alexander Mahone.